# 탁응
탁응(卓膺, ? ~ ?)은 중국 후한 말의 무장이다.

## 행적
유비(劉備)를 섬겼다.
건안(建安) 17년(212년), 유비를 수행하여 황충(黃忠) 등과 함께 부성(涪城)을 공격하여 점령했다.

## 《삼국지연의》에서의 묘사
유장(劉璋)의 장수로 처음 등장한다. 장익(張翼)과 함께 낙성(雒城)의 원군으로 파견되었다. 장임(張任)과 함께 제갈량(諸葛亮)의 계략에 속아 유인당하여 패했고, 유비에게 항복한다. 그리고 항장 오의(吳懿) · 엄안(嚴顔) · 뇌동(雷銅) · 오란(吳蘭) 등과 함께 낙성에 있던 군사들에게 항복할 것을 권했으며, 익주(益州) 평정 후에는 장비(張飛)의 부장으로 파서(巴西)를 수비했다.